# Banjška planota
Banjška planota (tudi Banjščica) je planotast svet med Čepovanskim dolom, dolino spodnje Soče in spodnjim tokom Idrijce. Imenuje se po vasi Banjšice, ki leži približno na sredini planote.
Tla na Banjški planoti so povečini zakrasela, zato večinoma ni tekočih voda. Le ponekod so vidne suhe doline kot sled nekdanjih površinskih tekočih voda. Manjši potoki tečejo le tam, kjer so tla flišnata. Planota je najnižja na zahodu, kjer prevladuje nadmorska višina od 620 do 670 mnm, osrednji del sega od 700 do 800 mnm, na vzhodu pa se planota dvigne na 900 do 1070 mnm. Veliki vrh je s 1071 metri najvišji vrh Banjške planote. Sledi mu Lašček (1070 m), ki je le meter nižji, a ga mnogi še vedno označujejo kot najvišji vrh. Na planoti so številne kraške jame in brezna. Pri Kanalskem Vrhu je 334 m globoko brezno Jazben.
Zaradi velike nadmorske višine razmere na Banjški planoti niso ugodne za kmetijstvo. Primanjkuje tudi rodovitne prsti, zlasti na vzhodnem delu, več jo je na flišni zahodni strani, zato so tu tudi boljši pogoji predvsem za živinorejo. Na planoti prevladujejo manjša naselja in zaselki (Bate, Breg, Dragovica, Kal nad Kanalom, Kanalski Vrh, Levpa, Lokovec, Grgar, Grgarske Ravne) ter posamezne kmetije.
Banjška planota je bila že od nekdaj dobro naseljena, zlasti njen južni del do tam, kjer jo preseka potok Avšček. Kraji okrog Grgarja se v starih zapisih omenjajo že pred 14. stoletjem, na severnem delu planote pa okoli leta 1500. Med starejšimi naselji so zrasla manjša. Tipičen primer je Lokovec, večje naselja na vzhodnem delu planote, ki združuje več kot 40 zaselkov.

## Natura 2000
Del ravninskega dela Banjške planote s površino 3.119 ha je vključen v območje Natura 2000 kot Natura 2000 območja za ptice v Sloveniji.

## Soška fronta - bojišče Banjška planota
Območje Grgarske kotline, Čepovanskega dola in Trnovsko-Banjške planote je od prvih dni bojev na Soški fronti predstavljalo pomembno zaledje za celoten goriški odsek bojišča. V času 11. ofenzive je to bilo območje neposrednih spopadov, nato pa območje priprav na 12. (kobariško) bitko.

## Povezave
- Trnovski gozd
- Lokovška planota
- Seznam vrhov v Sloveniji

- Enciklopedija Slovenije
- Predstavnosti o temi Banjška planota v Wikimedijini zbirki